# Popielewo (Połczyn-Zdrój)
Popielewo (deutsch (Groß-) Poplow) ist ein Dorf in der polnischen Woiwodschaft Westpommern. Es gehört zur Landgemeinde Połczyn-Zdrój (Bad Polzin) im Powiat Świdwiński.

## Geographische Lage
Popielewo liegt in der ehemals so genannten „Pommerschen Schweiz“, sechs Kilometer südöstlich von Połczyn-Zdrój, im nördlichen Drawski Park Krajobrazowy (Landschaftsschutzpark). Das Dorf ist über eine Nebenstraßenverbindung von Połczyn-Zdrój nach Czaplinek (Tempelburg) über Ogartowo (Jagertow) an der Hauptstraße Nr. 172 (Połczyn-Zdrój – Szczecinek (Neustettin)) zu erreichen.

## Geschichte

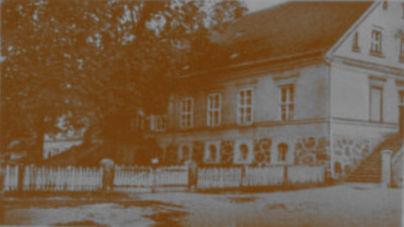
Ehemaliges Gutshaus Popielewo

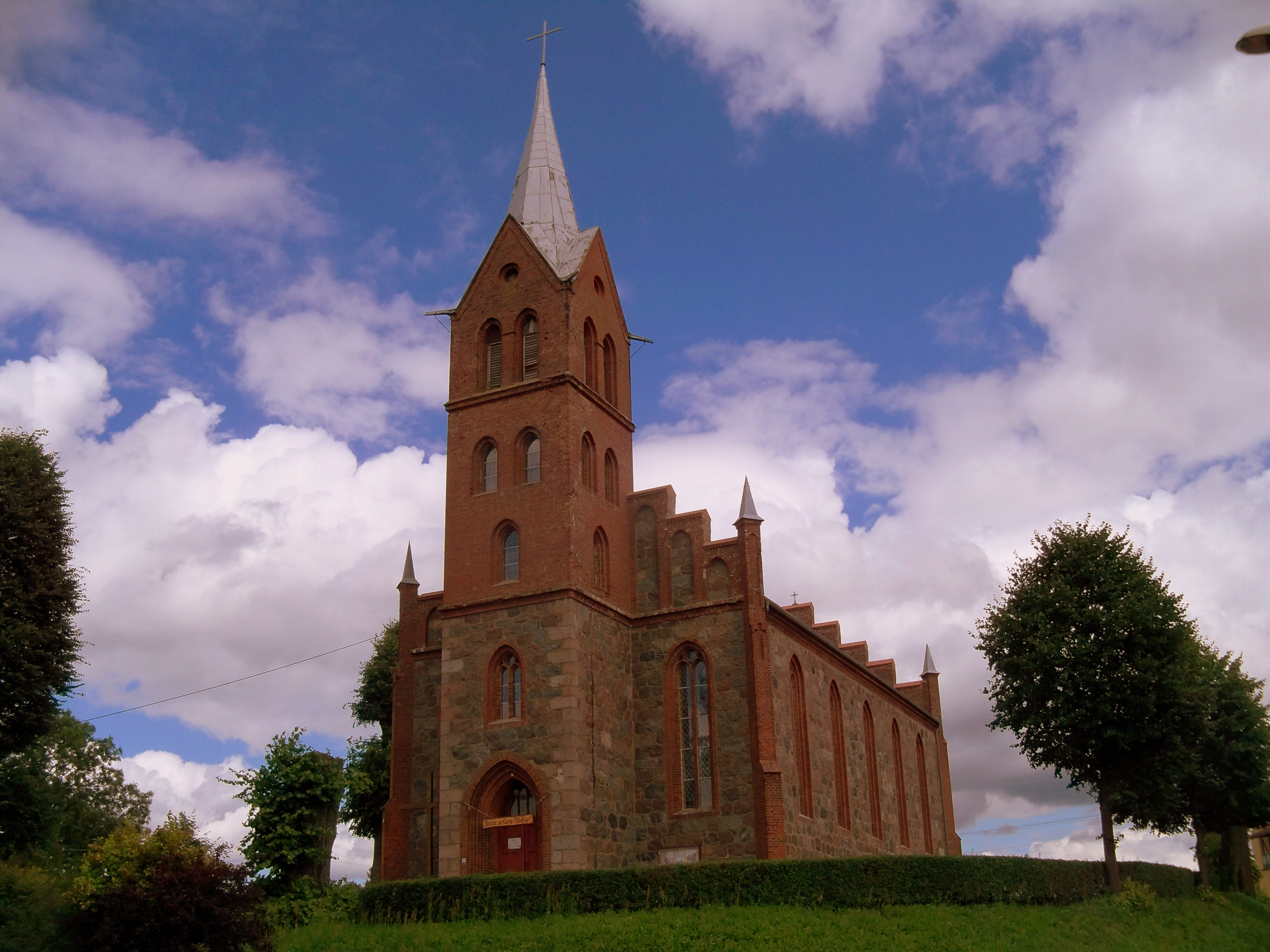
Kirche in Popielewo

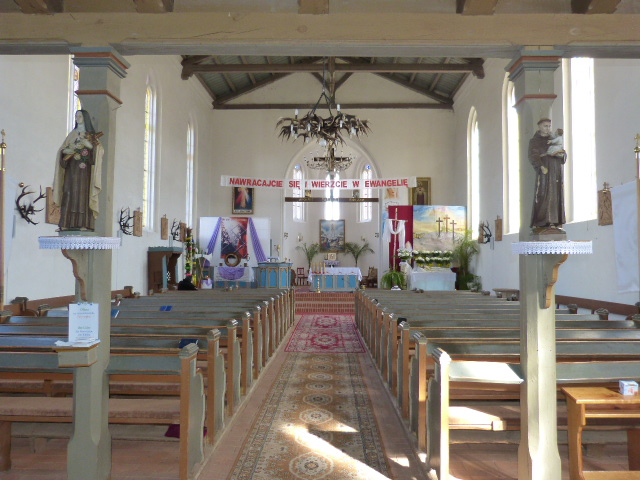
Kirche in Popielewo, Innenansicht

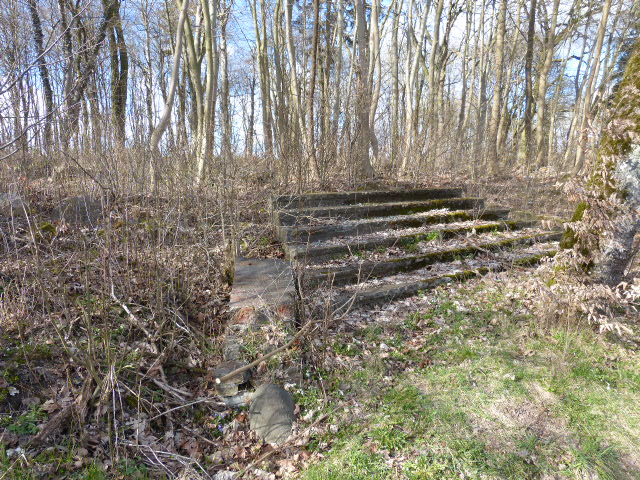
Gutshaus, Reste

Zu Poplow (früher: Groß Poplow, 1583 noch Popelow) gehört der Ort Klein Poplow (heute polnisch: Popielewko). Beide Dörfer waren Allodial-Rittergüter, deren Name sich von popiel (= Staub, Asche) ableitet. Die Geschichte reicht bis weit ins Mittelalter zurück. Da waren die Bauern Leibeigene der Ritter von Queeren, die zahlreiche Raubzüge sogar bis in die Uckermark unternahmen, und deren Burg (von der heute noch Grundmauern erkennbar sind) 1500 von Herzog Erich IX. überfallen und zerstört wurde. Groß Poplow wurde dann Eigentum der Familie von Manteuffel, deren Nachkommen im 17. Jahrhundert das nahe gelegene Dorf Kollatz (Kołacz) zu ihrem Wohnsitz machten. In dieser Zeit ist auch Klein Poplow entstanden, auch im Manteuffelschen Besitz. Danach wechselten die Rittergüter noch oft ihre Eigentümer.
Seit der zweiten Hälfte des 19. Jahrhunderts war das Rittergut im Besitze der Familie Woeller. Walter Woeller, der das Gut zu Beginn des 20. Jahrhunderts von seinem Vater Friedrich Woeller übernahm, bewirtschaftete es bis zu der missglückten Flucht im Frühjahr 1945 und der anschließenden Vertreibung 1946.
Im Jahre 1939 hatte Poplow 712 Einwohner in 178 Haushaltungen. Der größte Teil lebte von der Landwirtschaft, doch war das Handwerk mit einer Schneiderei, Schuhmacherei, Schmiede, Stellmacherei und Gärtnerei auch gut vertreten. Damals war das Dorf dem Kreis Belgard zugeordnet. 
Bis 1945 war Poplow ein eigener Amts- und Standesamtsbezirk im Amtsgerichtsbereich Bad Polzin. Letzte Amtspersonen waren Willi Wach (Amtsvorsteher) und Wilhelm Scheffler (Standesbeamter). Im März 1945 wurde Poplow nicht durch Kämpfe, sondern durch Brände zerstört, die Zwangsarbeiter gelegt hatten. Die deutschen Bewohner flohen oder wurden – als der Ort zu Polen kam – vertrieben. Heute ist Popielewo ein Ortsteil der Landgemeinde Połczyn-Zdrój im Powiat Świdwiński.

## Kirche

### Kirchspiel
Groß Poplow ist von alters her Pfarrort. Die Pfarre gehörte zum Königreich Polen und kam 1773 zu Preußen. Von 1816 bis 1945 gehörte das Kirchspiel Groß Poplow zum Kirchenkreis Belgard der Kirchenprovinz Pommern in der evangelischen Kirche der Altpreußischen Union.
Eingepfarrt waren Klein Poplow (Popielewko), Brutzen (Brusno) und Hagenhorst (Kocury). Außerdem gehörte die Kirchengemeinde Kollatz (Kołacz) mit Neu Kollatz (Kołaczek) und Nemrin (Niemierzyno) als Tochtergemeinde zum Kirchspiel. Das Kirchenpatronat teilten sich zuletzt die Rittergutsbesitzer Walter Woeller (Groß Poplow) und von Manteuffel (Kollatz).
Am 1. März 1945 hielt die Pfarrfrau Felicitas Vedder (deren Mann auf der Krim vermisst war) mit der Gemeinde einen ergreifenden Abschiedsgottesdienst in der Groß Poplower Kirche, bevor die Bewohner am folgenden Tag vor der Roten Armee flohen.
Heute gehört Popielewo zur Parafia Koszalin (Köslin) der polnischen evangelischen Kirche Augsburgischer (lutherischer) Konfession. Kirchort ist Świdwin (Schivelbein).

### Kirchen
- Groß Poplow: Die Pfarrkirche wurde im 1876 im neugotischen Stil aus Feldsteinen erbaut – als Ersatz für ein in das 18. Jahrhundert zurückgehende Fachwerkgebäude. Der vorgebaute Turm hat eine quadratische Grundform und einen Ziegelaufbau. Zur Ausstattung gehörte ein Abendmahlskelch mit der Jahreszahl 1506. Die Kirche hat den Krieg kaum versehrt überstanden und dient heute polnischen Katholiken als Gotteshaus.

- Kollatz: Die Kirche ist ein einfacher Fachwerkbau aus der Mitte des 18. Jahrhunderts, der Turm wurde 1840 errichtet. Nach 1945 ist das Gebäude neu eingedeckt worden.

### Pfarrer von der Reformation bis 1945
1. Andreas Laurenty, ab 1575
2. Christoph Japowitzky, 1622–1667
3. Laurentius Hohenhausen, 1663
4. NN. Blaurock
5. Christian Henning Blaurock (Sohn von 4.)
6. Adam Nassius, 1682–1730
7. Johann Heinrich Garbrecht, 1730–1762
8. Michael Friedrich Leistikow, 1763–1770
9. Andreas Steffen, 1770–1779
10. Johann Michael Ludwig Jakobi, 1779–1782
11. Johann Heinrich Friedrich Dopicke, 1782–1806
12. David Christlieb Bade, 1807–1851
13. Karl Friedrich Gustav Biedermann, 1851–1885
14. Otto Stapelfeldt, 1886–1926
15. Martin Vedder, 1926–1944